# Художествена критика
Художествената критика е оценка на изобразителното изкуство (визуалното изкуство).
Арт критиците обикновено критикуват изкуството в контекста на естетиката (теорията на красотата). Сред целите на критика е стремежът за рационална основа за оценка на изкуството.
Разнообразието от художествени движения е довело до разделянето на художествената критика в различни дисциплини, всяка от които използва много различни критерии за преценка. Най-често срещаното разделение в областта на критиката е между историческата критика и оценка, което е форма или вариант на разглеждане на историята на изкуството и съвременната критика на творби на живи художници.